# Fonction L p-adique

En mathématiques, une fonction zêta p-adique, et plus généralement une fonction L p-adique, est une fonction analogue à la fonction zêta de Riemann, ou plus généralement des fonctions L, pour lesquels les ensembles de départ et d'arrivé sont les nombres p-adiques (où p est un nombre premier). Par exemple, l'ensemble de départ peut être l'ensemble des entiers p-adique Zp, un p-groupe profini, ou une famille de représentations galoisiennes p-adique, et l'image peut être l'ensemble Qp ou sa clôture algébrique.
La source d'une fonction L p-adique est généralement de deux types. La première — à partir de laquelle Tomio Kubota (en) et Heinrich-Wolfgang Leopoldt ont donné la première construction d'une fonction L p-adique (Kubota et Leopoldt 1964) — est via l'interpolation p-adique des valeurs spéciales des fonctions L (en). Par exemple, Kubota-Leopoldt ont utilisé les congruences de Kummer sur les nombres de Bernoulli pour construire une fonction L p-adique, la fonction zêta de Riemann p-adique ζp(s), dont les valeurs aux entiers impairs négatifs sont celles de la fonction zêta de Riemann (à un facteur de correction explicite près). Ces fonctions L p-adiques sont généralement dites fonctions L p-adiques analytiques. L'autre source de fonctions L p-adiques — découverte pour la première fois par Kenkichi Iwasawa — provient de la théorie des corps cyclotomiques, et plus généralement de certains représentation de Galois sur des tours de corps cyclotomiques. Une fonction L p-adique obtenue de cette manière est dite fonction L arithmétique p-adique car elle contient des informations sur le module de Galois donné. La conjecture principale de la théorie d'Iwasawa (devenu un théorème dû à Barry Mazur et Andrew Wiles) est l'affirmation que la fonction L p-adique de Kubota-Leopoldt et un analogue arithmétique construit via la théorie d'Iwasawa sont essentiellement les mêmes.

## Fonctions L de Dirichlet
Une fonction L de Dirichlet est donnée par le prolongement analytique de
{\displaystyle L(s,\chi )=\sum _{n}{\frac {\chi (n)}{n^{s}}}=\prod _{p{\text{ premier}}}{\frac {1}{1-\chi (p)p^{-s}}}}.
La fonction L de Dirichlet aux entiers négatifs vaut
{\displaystyle L(1-n,\chi )=-{\frac {B_{n,\chi }}{n}}}
où Bn, χ sont les nombres de Bernoulli généralisés définis par
{\displaystyle \displaystyle \sum _{n=0}^{\infty }B_{n,\chi }{\frac {t^{n}}{n!}}=\sum _{a=1}^{f}{\frac {\chi (a)te^{at}}{e^{ft}-1}}}
pour un caractère de Dirichlet χ de conducteur f.

## Définition par interpolation
La fonction L p-adique de Kubota–Leopoldt Lp(s, χ) interpole la fonction L de Dirichlet à l'exception du le facteur d'Euler en p. Plus précisément, Lp(s, χ) est l'unique fonction continue du nombre p-adique s telle que
{\displaystyle \displaystyle L_{p}(1-n,\chi )=(1-\chi (p)p^{n-1})L(1-n,\chi )}
pour n positif divisible par p − 1. Le terme de droite est la fonction L de Dirichlet usuelle, sans le terme d'ordre p sans quoi le terme de gauche n'aurait pas été continu au sens p-adique. La continuité de ce dernier est étroitement liée aux congruences de Kummer.
Lorsque n n'est pas divisible par p − 1, on pose plutôt
{\displaystyle \displaystyle L_{p}(1-n,\chi )=(1-\chi \omega ^{-n}(p)p^{n-1})L(1-n,\chi \omega ^{-n})}
pour tout n positif. Ici χ multiplié par une puissance du caractère de Teichmüller (en) ω.

## Fonction Lp-adique comme une mesurep-adique
Les fonctions L p-adique peuvent aussi être vues comme des mesures p-adiques (ou distributions p-adiques) sur des groupes de Galois p-profinis. La transition entre ce point de vue et celui de Kubota-Leopoldt (en tant que fonctions de Zp dans Qp) s'effectue par la transformée de Mazur-Mellin (et la théorie des corps de classes).

## Corps totalement réels
Deligne & Ribet (1980), s'appuyant sur le travail de Jean-Pierre Serre (1973), ont construit des fonctions L p-adiques sur des corps totalement réels. Indépendamment, Barsky (1978) et Cassou-Noguès (1979) ont fait la même chose, en suivant l'approche de Takuro Shintani concernant l'étude des valeurs L.